# Annan-River-Nationalpark
Der Annan-River-Nationalpark (englisch Annan River National Park) ist ein etwa 88 Quadratkilometer großer Nationalpark in Queensland, Australien.

## Lage
Der Park befindet sich in der Region Far North Queensland. Er liegt etwa 175 Kilometer nördlich von Cairns und 8 Kilometer südlich von Cooktown. Vom Mulligan Highway über die Archer Point Road ist nur das dem Nationalpark benachbarte, gleichnamige Resources Reserve zu erreichen. Im Nationalpark selbst gibt es weder Straßen noch Besuchereinrichtungen.

## Landesnatur
Im Osten wird der Park vom Korallenmeer im Norden durch den Annan River, einem der größten Flusssysteme im Gebiet um Cooktown, begrenzt. Watt, Küstendünen, Granithügel und metamorphe Felsen beheimaten eine vielfältige Pflanzen- und Tierwelt. Darunter die bedrohten Fuchshabichte (Erythrotriorchis radiatus), Rostkauze (Ninox rufa), (Typhlops brongersmianus) eine harmlose Schlange aus der Familie der Blindschlangen und die beinahe bedrohten Bennett-Baumkängurus (Dendrolagus bennettianus).